# Bauduen
Bauduen [bodɥɛ̃] est une commune française située dans le département du Var en région Provence-Alpes-Côte d'Azur.

## Géographie

### Localisation
Le village est situé à 500 mètres d'altitude au bord du lac de Sainte-Croix et au bord abrupt de la colline du Défens (736 m).
Bauduen est à 16 kilomètres d'Aups et 26 de Salernes.

### Géologie et relief
La commune est limitée au sud par la chaîne des Cuguyons et à l'est par le Mocrouis, montagne dénudée située dans le camp militaire de Canjuers.
Elle est située à la limite entre les départements du Var auquel elle appartient et des Alpes-de-Haute-Provence, séparés par le lac de Sainte-Croix.
La commune est intégrée dans le parc naturel régional du Verdon.

### Sismicité
La commune de Bauduen est en zone sismique de faible risque Ib,.

### Hydrographie et eaux souterraines
Commune riveraine du lac de Sainte-Croix.
Les cours d'eau sur la commune ou à son aval :
- le Verdon (rivière) ;
- les ravins de la Combe, de la Sauma.

L'hydrographie de la communauté de communes s'inscrit dans l'hydrographie d'ensemble du vaste bassin supérieur du Verdon, ce qui explique les mesures prises globalement pour la préservation des ressources en eau et du milieu naturel aquatique.
Bauduen dispose d'une station d'épuration d'une capacité de 1 200 équivalent-habitants.

### Climat
Pour des articles plus généraux, voir Climat de Provence-Alpes-Côte d'Azur et Climat du Var.
En 2010, le climat de la commune est de type climat méditerranéen altéré, selon une étude du Centre national de la recherche scientifique s'appuyant sur une série de données couvrant la période 1971-2000. En 2020, Météo-France publie une typologie des climats de la France métropolitaine dans laquelle la commune est exposée à un climat méditerranéen et est dans la région climatique  Provence, Languedoc-Roussillon, caractérisée par une pluviométrie faible en été, un très bon ensoleillement (2 600 h/an), un été chaud (21,5 °C), un air très sec en été, sec en toutes saisons, des vents forts (fréquence de 40 à 50 % de vents > 5 m/s) et peu de brouillards. 
Pour la période 1971-2000, la température annuelle moyenne est de 12,4 °C, avec une amplitude thermique annuelle de 17 °C. Le cumul annuel moyen de précipitations est de 828 mm, avec 6,5 jours de précipitations en janvier et 3,4 jours en juillet. Pour la période 1991-2020, la température moyenne annuelle observée sur la station météorologique de Météo-France la plus proche, « Aiguines_sapc », sur la commune des Aiguines à 7 km à vol d'oiseau, est de 13,6 °C et le cumul annuel moyen de précipitations est de 805,6 mm. 
La température maximale relevée sur cette station est de 42,3 °C, atteinte le 28 juin 2019 ; la température minimale est de −12,2 °C, atteinte le 7 février 2012,,. 
Les paramètres climatiques de la commune ont été estimés pour le milieu du siècle (2041-2070) selon différents scénarios d'émission de gaz à effet de serre à partir des nouvelles projections climatiques de référence DRIAS-2020. Ils sont consultables sur un site dédié publié par Météo-France en novembre 2022.

### Voies de communications et transports

#### Voies routières
Le village est desservi par les départementales 49 (en venant d'Aups), 9 (en venant de Baudinard-sur-Verdon), et 111 (en venant de Sainte-Croix-du-Verdon).

#### Transports en commun
- Transport en Provence-Alpes-Côte d'Azur

La commune est desservie par plusieurs lignes de transport en commun. Les collectivités territoriales ont mis en œuvre un « service de transports à la demande » (TAD), réseau régional Zou !
Les lignes interurbaines :
- Lignes de transports Zou !. La Région Sud est la collectivité compétente en matière de transports non urbains, en application de la loi NOTRe (Nouvelle Organisation Territoriale de la République).

### Communes voisines
| Sainte-Croix-du-Verdon    | Sainte-Croix-du-Verdon | Les Salles-sur-Verdon, Aiguines |
| Baudinard-sur-Verdon      | Bauduen                | Aiguines                        |
| Moissac-Bellevue, Régusse | Vérignon               | Vérignon                        |

## Toponymie
C'est à la racine pré-indo-européenne « baL.D » qu'il faut rattacher le nom de Bauduen, situé au pied d'un baou, du provençal « grotte » ou « rocher escarpé ». Cité en 1060-1064 « Balduini Castri » de « Castro Baldonium » en 1094, « Bouduengn » vers 1200, de « Bauduno » en 1229, « Bauduengn » en 1239-1240, « Beaudun » avant la Révolution. En  provençal : « Bauduen » ('bawdyɛ̃ⁿ).

## Histoire
La mise en eau du lac a recouvert l'importante source vauclusienne de Fontaine-l'Évêque, à proximité de laquelle se trouvait une cuve funéraire néolithique.

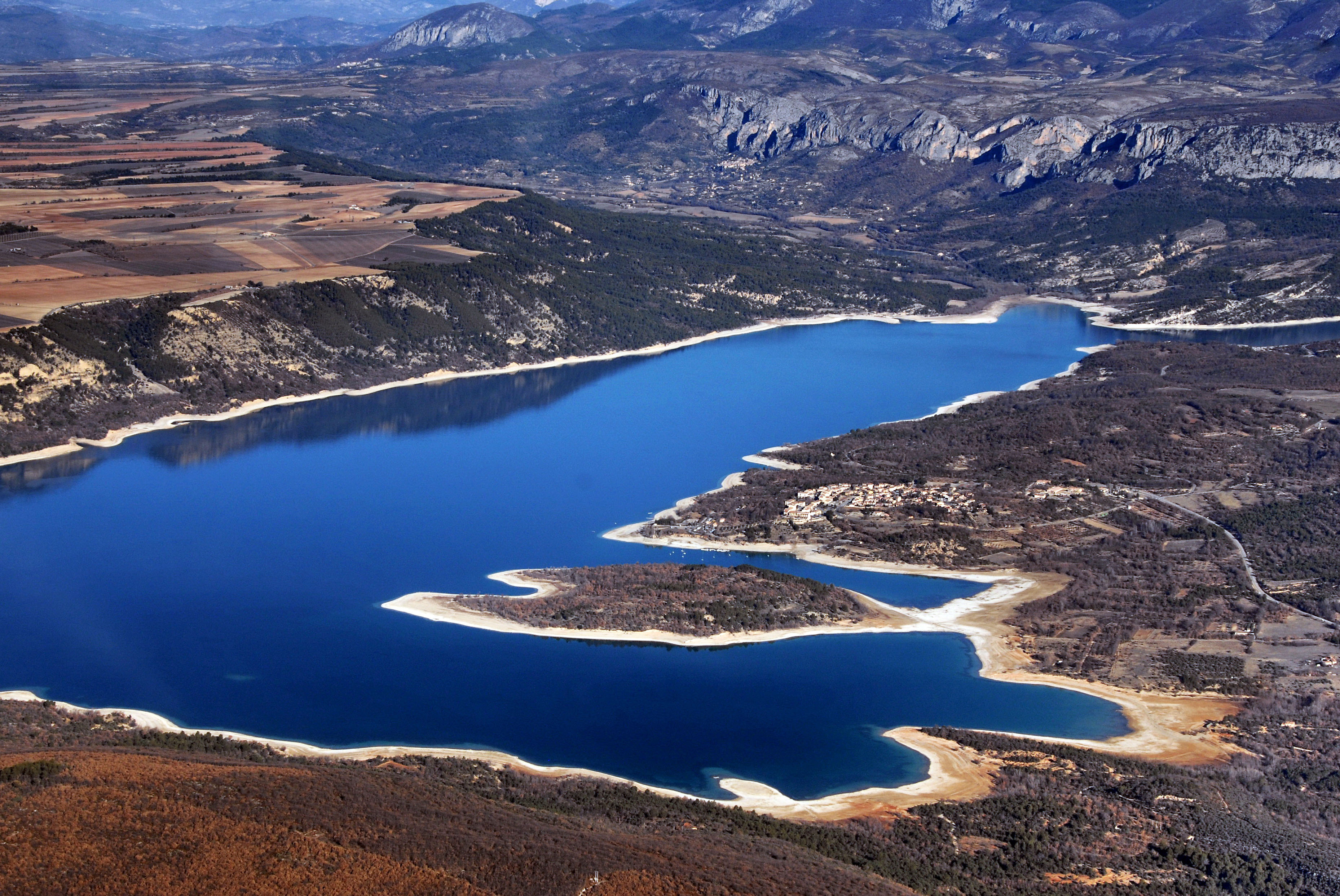
Le lac de Sainte-Croix.
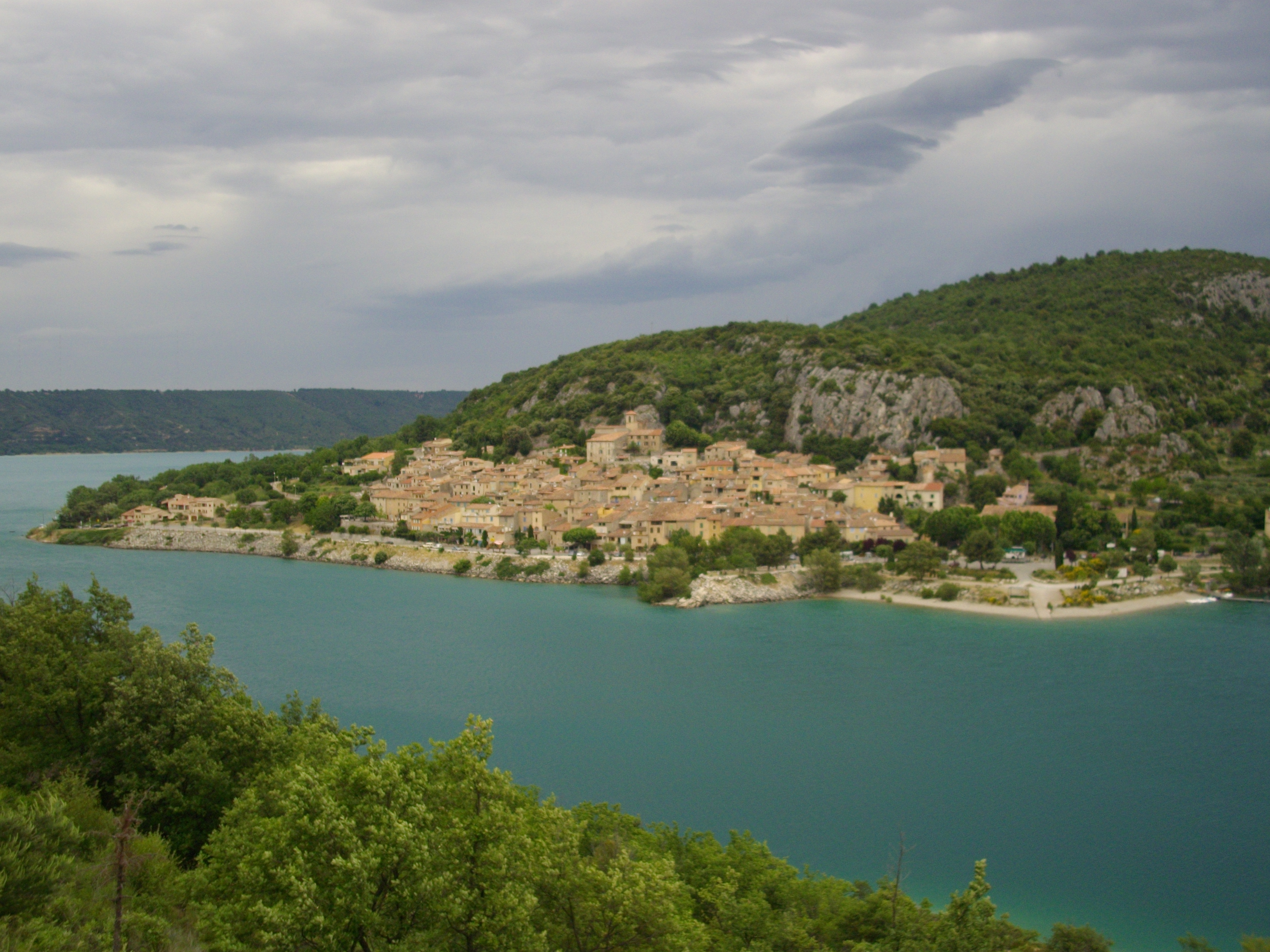
Le village et son environnement.
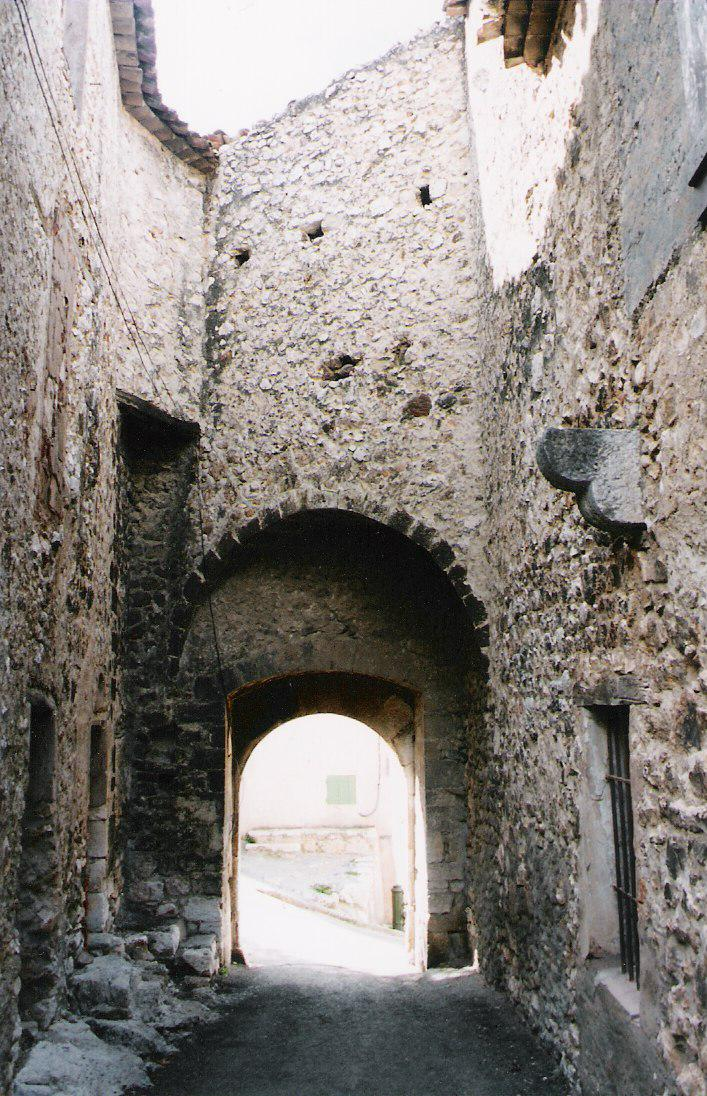
Porte médiévale.
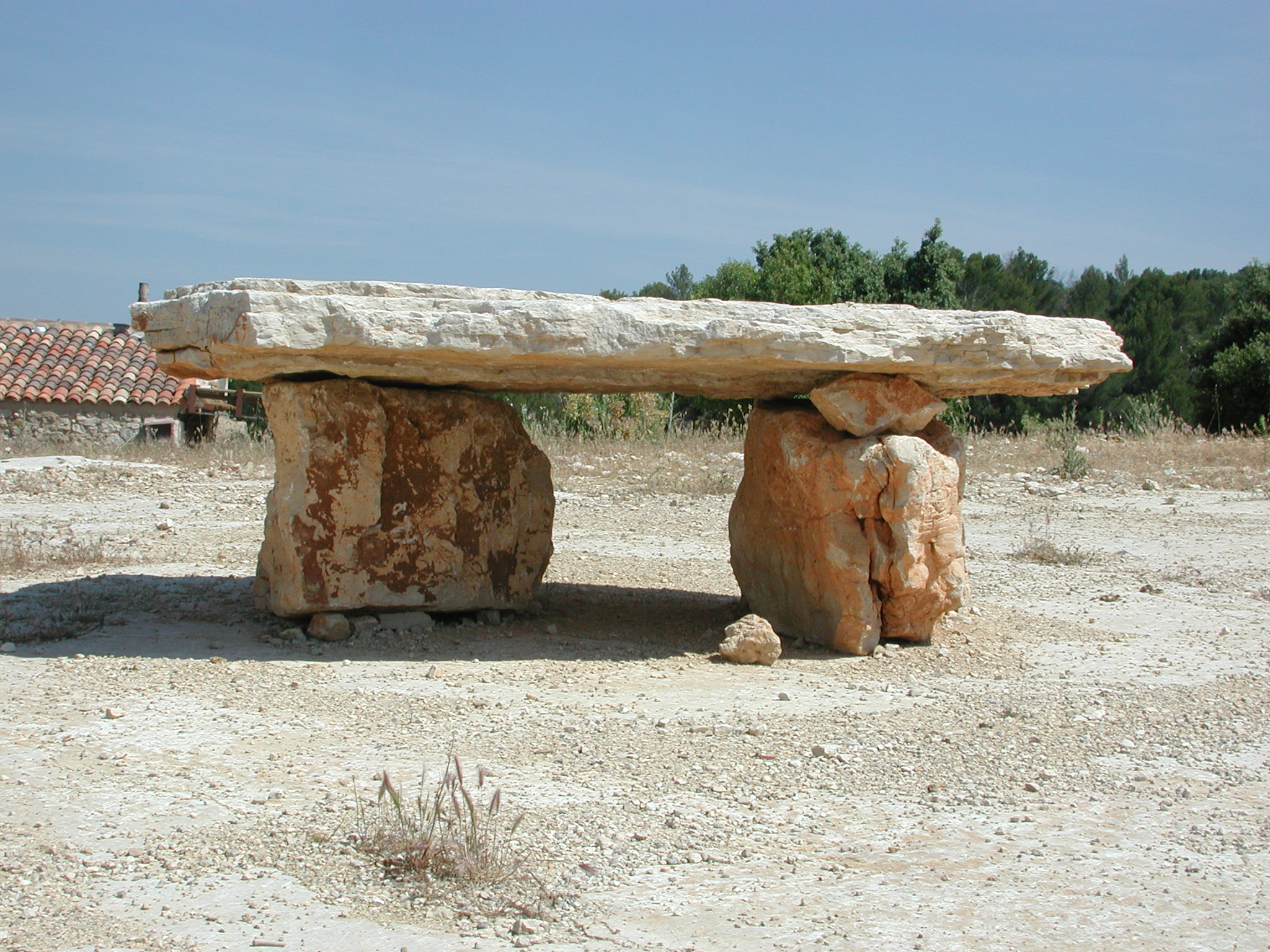
Dolmen moderne.
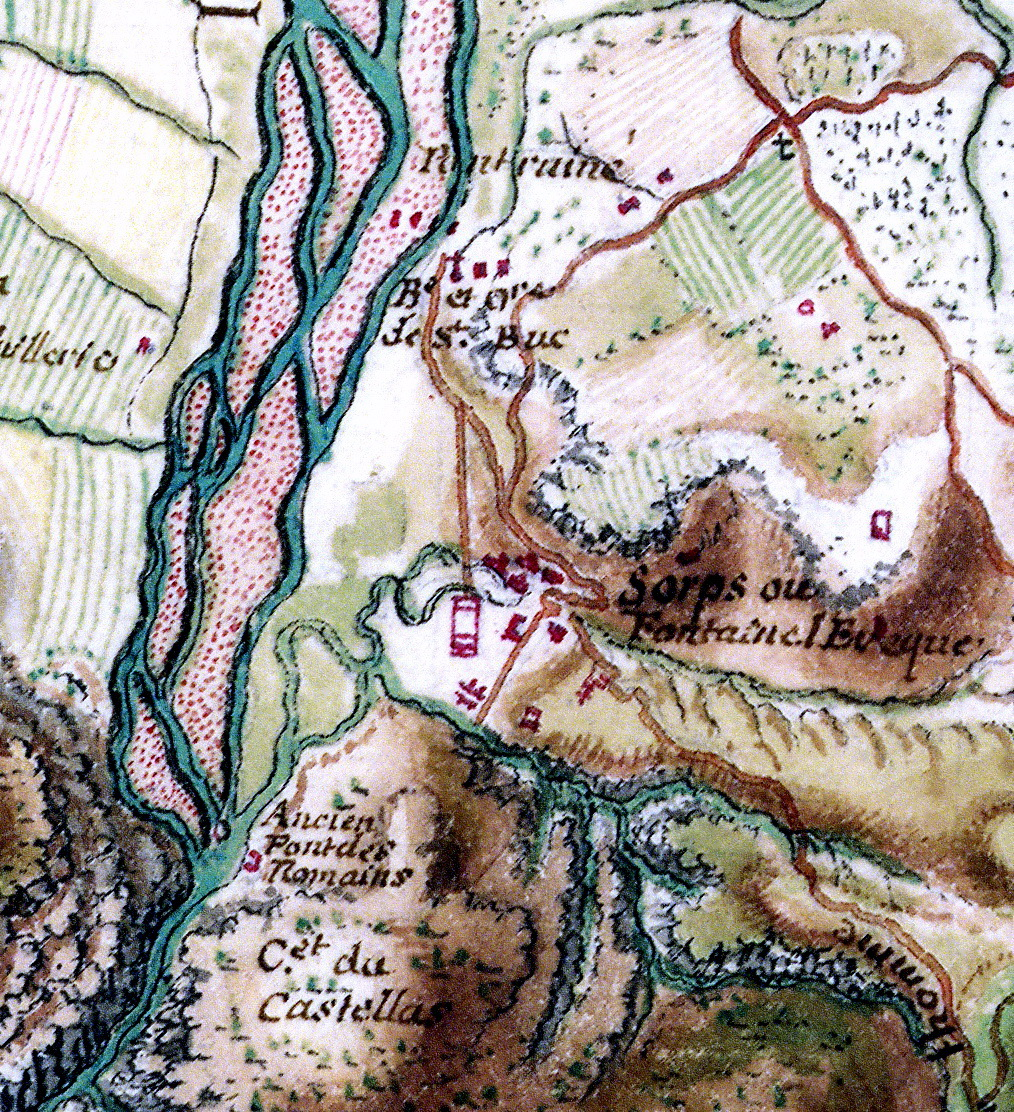
Résurgence de Fontaine-l'Évêque[17].

L'ancienne voie romaine qui conduisait de Fréjus à Riez,, dont le tracé est attesté par des milliaires (bornes d'Antonin), passait près de l'antique Bauduenjium. Cette voie, dite de Plancus, reliait la via aurélienne à la via Domitia. Les sépultures et les nombreux tessons de céramiques découverts à Saint-Barthélemy ainsi qu'une inscription funéraire conservée dans le vestibule de la mairie confirment l'occupation du terroir à l'époque romaine.
En 1060, le village Balduini Castri est cité pour la première fois dans le cartulaire de Saint-Victor de Marseille.
Au Moyen Âge, le village bâti en arc de cercle est fortifié de remparts, d'une tour de guet et d'un château.
En 1549, suivant l'exemple des habitants de Callas, ceux de Bauduen s'insurgèrent contre leur seigneur et réduisirent en cendres le village.
L’évêque de Riez est à l’initiative de la fondation en 1255 de l'abbaye de chanoinesses Sainte-Catherine de Sorps, qui est abandonnée en 1437.
Le 13 septembre 1721, Jacques de Granier, seigneur des Baux, fut assassiné par François Brouillonny, seigneur de Saint-Barthélémy, à la suite d'un long et périlleux procès concernant un délit de chasse commis en 1714. Un arrêt du 10 avril 1726 rendu par le Parlement de Provence condamna le coupable à être roué vif sur la place publique d'Aix. Tous ses biens furent confisqués en faveur de Marguerite de Pontevès, veuve de la victime.
Les moulins et papeteries qui étaient encore installés dans le village au début du XIXe siècle ont été abandonnés.

## Politique et administration

### Liste des maires
| Période                                  | Période      | Identité                         | Étiquette | Qualité           |
| ---------------------------------------- | ------------ | -------------------------------- | --------- | ----------------- |
| 1790                                     | 1791         | Paul Rouvier                     |           | Propriétaire      |
| 1791                                     | 1795         | Louis Bagarry                    |           | Propriétaire      |
| 1795                                     | 1795         | Marc-Antoine Bausset             |           | Propriétaire      |
| 1795                                     | 1797         | Jean Michel                      |           | Propriétaire      |
| 1797                                     | 1798         | N. Spariat                       |           | Propriétaire      |
| 1798                                     | 1801         | Sauvaire-André Bausset           |           | Propriétaire      |
| 1801                                     | 1808         | Marc-Antoine Pelloquin           |           | Notaire           |
| 1808                                     | 1820         | Pierre Denans                    |           | Rentier           |
| 1820                                     | 1828         | Marc-Antoine Bausset             |           | Propriétaire      |
| 1828                                     | 1831         | François-Louis-Pierre de Gassier |           | Rentier           |
| 1831                                     | 1837         | Louis-Hilaire Pelloquin          |           | Notaire           |
| 1837                                     | 1838         | Pons Paix                        |           | Tisserand         |
| 1838                                     | 1844         | Jean-Joseph Meynard              |           | Propriétaire      |
| 1844                                     | 1848         | André-Claude Audibert            |           | Maréchal-ferrant  |
| 1848                                     | 1855         | Marius Gailleurd                 |           | Menuisier         |
| 1855                                     | 1860         | Joseph Michel                    |           | Propriétaire      |
| 1860                                     | 1870         | Joseph Ingignac                  |           | Propriétaire      |
| 1870                                     | 1870         | André Pons                       |           | Propriétaire      |
| 1870                                     | 1870         | Marius Gailleurd                 |           | Menuisier         |
| 1870                                     | 1871         | Jean-Baptiste Pélissier          |           | Tailleur          |
| 1871                                     | 1878         | Marius Gailleurd                 |           | Menuisier         |
| 1878                                     | 1881         | Jean-Baptiste Pélissier          |           | Tailleur          |
| 1881                                     | 1884         | Étienne Martin                   |           | Propriétaire      |
| 1884                                     | 1888         | Victor-Eugène Abert              |           | Ex-instituteur    |
| 1888                                     | 1889         | Étienne Martin                   |           | Propriétaire      |
| 1889                                     | ?            | François Giraud                  |           | Propriétaire      |
| Les données manquantes sont à compléter. |              |                                  |           |                   |
| avant 1988                               | ?            | Philippe Barthelme               |           |                   |
| mars 2001                                | janvier 2011 | Michel Pelloquin                 |           |                   |
| mars 2011                                | juillet 2013 | Émile Calchiti                   |           | Retraité agricole |
| octobre 2013                             | avril 2014   | Jean-Claude Lucciani             |           |                   |
| avril 2014                               | mai 2024     | Émile Calchiti                   | SE        | Retraité agricole |

### Intercommunalité
La communauté de communes Lacs et Gorges du haut-Verdon (CCLGV) constituée initialement de onze communes (Aiguines ; Artignosc-sur-Verdon ; Aups ; Baudinard-sur-Verdon ; Bauduen ; Moissac-Bellevue ; Les Salles-sur-Verdon ; Régusse ; Tourtour ; Vérignon ; Villecroze) comprend désormais seize communes après intégration de cinq communes supplémentaires au 1er janvier 2017 : Trigance, Le Bourguet, Brenon, Châteauvieux et La Martre,.
La communauté de communes « Lacs et Gorges du haut-Verdon (LGV) » constituée initialement de 11 communes (Aiguines ; Artignosc-sur-Verdon ; Aups ; Baudinard-sur-Verdon ; Bauduen ; Moissac-Bellevue ; Les Salles-sur-Verdon ; Régusse ; Tourtour ; Vérignon ; Villecroze) comprend désormais 16 communes après intégration de 5 communes supplémentaires au 1er janvier 2017 : Trigance, Le Bourguet, Brenon, Châteauvieux et La Martre,.
Son président en exercice est Rolland Balbis (maire de Villecroze). Ont été élus vice-présidents : 
- Mme Raymonde Carletti (maire de La Martre) 1er vice président : Administration Générale et Finances ;
- M. Antoine Faure (maire d'Aups) 2e vice président : Aménagement du Territoire (SCOT) et transition ;
- M. Charles-Antoine Mordelet 3e vice président (maire d'Aiguines) : Tourisme et Itinérance ;
- M. Fabien Brieugne 4e vice président (maire de Tourtour) : Agriculture, Fibre et numérique, Développement éco ;
- M. Pierre Constant 5e vice président (commune de Villecroze)[35] ;
- M. Serge Constans 6e vice président (Maire d'Artignosc-sur-Verdon).

La Communauté de communes Lacs et Gorges du Verdon compte désormais 34 représentants + 12 suppléants pour 16 communes membres.

## Urbanisme

### Typologie
Au 1er janvier 2024, Bauduen est catégorisée commune rurale à habitat dispersé, selon la nouvelle grille communale de densité à sept niveaux définie par l'Insee en 2022.
Elle est située hors unité urbaine et hors attraction des villes,.
La commune, bordée par un plan d’eau intérieur d’une superficie supérieure à 1 000 hectares, le lac de Sainte-Croix, est également une commune littorale au sens de la loi du 3 janvier 1986, dite loi littoral. Des dispositions spécifiques d’urbanisme s’y appliquent dès lors afin de préserver les espaces naturels, les sites, les paysages et l’équilibre écologique du littoral, tel le principe d'inconstructibilité, en dehors des espaces urbanisés, sur la bande littorale des 100 mètres, ou plus si le plan local d’urbanisme le prévoit.

### Occupation des sols
L'occupation des sols de la commune, telle qu'elle ressort de la base de données européenne d’occupation biophysique des sols Corine Land Cover (CLC), est marquée par l'importance des forêts et milieux semi-naturels (83,7 % en 2018), une proportion sensiblement équivalente à celle de 1990 (83,4 %). La répartition détaillée en 2018 est la suivante : 
milieux à végétation arbustive et/ou herbacée (44,7 %), forêts (35,2 %), eaux continentales (8,1 %), zones agricoles hétérogènes (6,9 %), espaces ouverts, sans ou avec peu de végétation (3,8 %), cultures permanentes (0,7 %), zones urbanisées (0,6 %). L'évolution de l’occupation des sols de la commune et de ses infrastructures peut être observée sur les différentes représentations cartographiques du territoire : la carte de Cassini (XVIIIe siècle), la carte d'état-major (1820-1866) et les cartes ou photos aériennes de l'IGN pour la période actuelle (1950 à aujourd'hui).

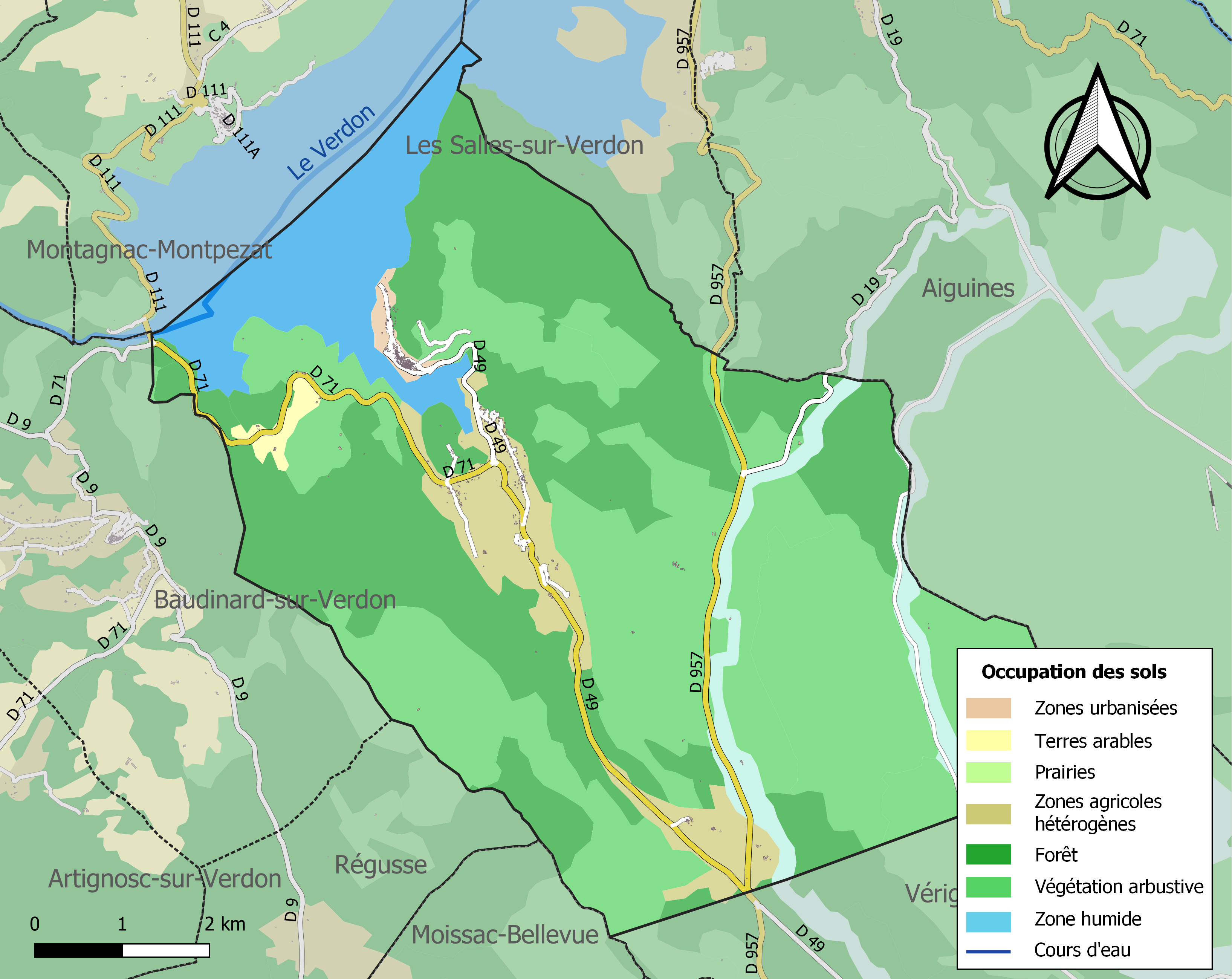
Carte des infrastructures et de l'occupation des sols de la commune en 2018 (CLC).

### Finances locales
Comptes de la commune (bases 2009-2019), :
| Postes                                            | 2009  | 2010  | 2011  | 2012    | 2013  | 2014  | 2015  | 2016  | 2017  | 2018  | 2019    |
| ------------------------------------------------- | ----- | ----- | ----- | ------- | ----- | ----- | ----- | ----- | ----- | ----- | ------- |
| Produits de fonctionnement                        | 876 € | 882 € | 936 € | 1 077 € | 895 € | 812 € | 866 € | 765 € | 726 € | 750 € | 1 407 € |
| Charges de fonctionnement                         | 848 € | 868 € | 801 € | 817 €   | 736 € | 729 € | 755 € | 692 € | 660 € | 567 € | 959 €   |
| Ressources d’investissement                       | 227 € | 138 € | 212 € | 300 €   | 282 € | 519 € | 103 € | 301 € | 250 € | 424 € | 521 €   |
| Emplois d’investissement                          | 231 € | 147 € | 190 € | 252 €   | 355 € | 215 € | 104 € | 228 € | 158 € | 177 € | 344 €   |
| Dette                                             | 405 € | 352 € | 301 € | 372 €   | 344 € | 314 € | 284 € | 254 € | 239 € | 245 € | 544 €   |
| Source : Ministère de l’Économie et des Finances. |       |       |       |         |       |       |       |       |       |       |         |

Fiscalité 2019
- Taux d’imposition taxe d’habitation : 17,33 %
- Taxe foncière sur propriétés bâties : 15,84 %
- Taxe foncière sur les propriétés non bâties : 59,76 %
- Taxe additionnelle à la taxe foncière sur les propriétés non bâties : 0,00 %
- Cotisation foncière des entreprises : 0,00 %
- Montant total des dettes dues par la commune : 544 000 € pour 329 habitants, soit 1 653 € par habitant.

Chiffres clés Revenus et pauvreté des ménages en 2018 : Médiane en 2018 du revenu disponible, par unité de consommation : 18 200 €.

## Population et société

### Démographie

#### Évolution démographique
L'évolution du nombre d'habitants est connue à travers les recensements de la population effectués dans la commune depuis 1793. Pour les communes de moins de 10 000 habitants, une enquête de recensement portant sur toute la population est réalisée tous les cinq ans, les populations de référence des années intermédiaires étant quant à elles estimées par interpolation ou extrapolation. Pour la commune, le premier recensement exhaustif entrant dans le cadre du nouveau dispositif a été réalisé en 2004.

En 2022, la commune comptait 318 habitants, en évolution de +0,63 % par rapport à 2016 (Var : +4,98 %, France hors Mayotte : +2,11 %).
| 1793 | 1800 | 1806 | 1821 | 1831 | 1836 | 1841 | 1846 | 1851 |
| ---- | ---- | ---- | ---- | ---- | ---- | ---- | ---- | ---- |
| 835  | 898  | 929  | 982  | 950  | 873  | 882  | 860  | 832  |

| 1856 | 1861 | 1866 | 1872 | 1876 | 1881 | 1886 | 1891 | 1896 |
| ---- | ---- | ---- | ---- | ---- | ---- | ---- | ---- | ---- |
| 792  | 772  | 723  | 665  | 730  | 747  | 665  | 630  | 599  |

| 1901 | 1906 | 1911 | 1921 | 1926 | 1931 | 1936 | 1946 | 1954 |
| ---- | ---- | ---- | ---- | ---- | ---- | ---- | ---- | ---- |
| 586  | 529  | 469  | 406  | 370  | 303  | 263  | 213  | 225  |

| 1962 | 1968 | 1975 | 1982 | 1990 | 1999 | 2004 | 2006 | 2009 |
| ---- | ---- | ---- | ---- | ---- | ---- | ---- | ---- | ---- |
| 168  | 131  | 149  | 184  | 240  | 272  | 294  | 302  | 324  |

| 2014 | 2019 | 2022 | - | - | - | - | - | - |
| ---- | ---- | ---- | - | - | - | - | - | - |
| 318  | 321  | 318  | - | - | - | - | - | - |

### Enseignement
Établissements d'enseignements :
- Bauduen compte une école maternelle et primaire publique[52].
- Le collège Henri-Nans d'Aups couvre les communes de : Aiguines, Artignosc, Baudinard, Bauduen, Moissac- Bellevue, Régusse, Salernes, Les Salles-sur-Verdon, Sillans-la-Cascade, Tourtour, Villecroze[53]. Les autres collèges les plus proches sont à Riez et Barjols.

### Santé
- Professionnels et établissements de santé[54] :
  - Médecins à Régusse, Riez, Aups,
  - Infirmiers à Saint-Laurent-du-Verdon, Riez,
  - Établissements de santé à Salernes, Castellane, Draguignan.
- La communauté de communes dispose désormais, à Aups, d'une Maison de santé pluriprofessionnelle (Médecine générale, Médecine spécialisée, Paramédical, Soins infirmiers), et intégrant également un lieu ressource "Social et solidaire"[55]  intégrant un lieu ressource "Social et solidaire".
- L'hôpital le plus proche est le Centre hospitalier de la Dracénie et se trouve à Draguignan, à 39 km[56],[57]. Il dispose d'équipes médicales dans la plupart des disciplines[58] : pôles médico-technique ; santé mentale ; cancérologie ; gériatrie ; femme-mère-enfant ; médecine-urgences ; interventionnel.

### Cultes
- Culte catholique, paroisse Les Salles-sur-Verdon, diocèse de Fréjus-Toulon[59]

## Économie

### Entreprises, services et commerces

#### Agriculture
- Domaine de l'Athanor[60].
- Domaine de Majastre[61].

#### Tourisme
- Le lac de Sainte-Croix est l'élément essentiel de l'activité touristique : sports nautiques, baignade, promenade en bateau[62]...
- Campings[63] : camping municipal Notre-Dame, Les Rives du Lac, camping aire naturelle Les Cavalets, camping Le Club Hippique, Camping Les Restanques
- L'art en jouet : Le jouet Playmobil[64].

#### Commerces
- Commerces de proximité[65].

## Culture locale et patrimoine

### Lieux et monuments
- Le lac de Sainte-Croix.
- Les gorges du Verdon.

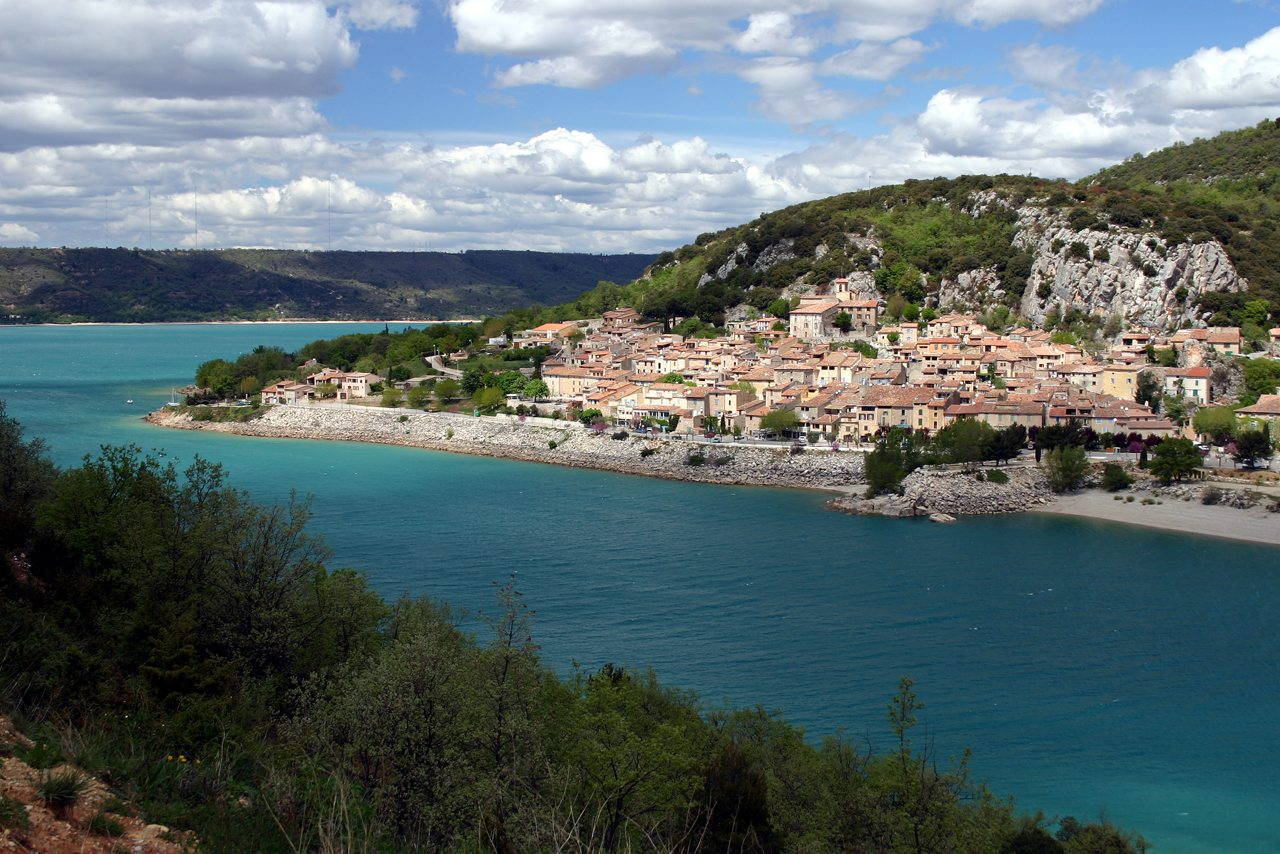
Vue depuis la rive opposée du lac de Sainte-Croix.

- L'église Saint-Pierre et ses cloches de 1510 et 1727[66],[67].
- Un cadran solaire du XIXe siècle, arborant la devise de Louis XIV : « Nec pluribus impar » : Au-dessus de tous (comme le soleil)[68].
- La porte médiévale et tour sarrasine.
- Le vieux moulin à huile[69].
- Le musée Playmobil[70].
- L'observatoire astronomique[71].
- Puits des Quatre Points[72].
- Les monuments commémoratifs[73],[74].

### Personnalités liées à la commune
- Saint Lambert de Vence, né à Bauduen en 1084 et mort en 1154. Il suit ses études à Riez, puis devient moine au monastère Saint-Honorat de Lérins. Sérieux et volontaire, il est élu évêque de Vence. Il dote alors sa cité épiscopale d’une cathédrale romane.
- Delphine de Sabran, qui entra à l’abbaye de Sainte-Catherine de Sorps. Cette abbaye, située sur la commune de Bauduen, eut son apogée entre 1255 et 1437.

### Héraldique
| Blason de Bauduen | Les armes de Bauduen se blasonnent : D'azur à la clef d'argent posée en fasce, le panneton à senestre vers la pointe, surmontée d'un croissant du même. |